# Neuheide (Schönheide)
Neuheide ist ein Ortsteil der Gemeinde Schönheide im Erzgebirgskreis. Der Ort, der von etwa 1650 an entstand, liegt südöstlich des Kuhbergs.

## Name
Das Historische Ortsnamenbuch von Sachsen hält die Bezeichnung Neuheide als bewusst an den Namen von Schönheide angelehnt, weist auf die erstmalige Verwendung des Namens „Die Neuheyda“ im Jahr 1727 in einem „Concept-Riß“ hin und deutet ihn mit „neuer, im Waldgebiet gelegener Ort“, denn das „heide“ im Namen habe die Bedeutung von „Heide, Waldland“.

## Geographische Lage und geologische Verhältnisse

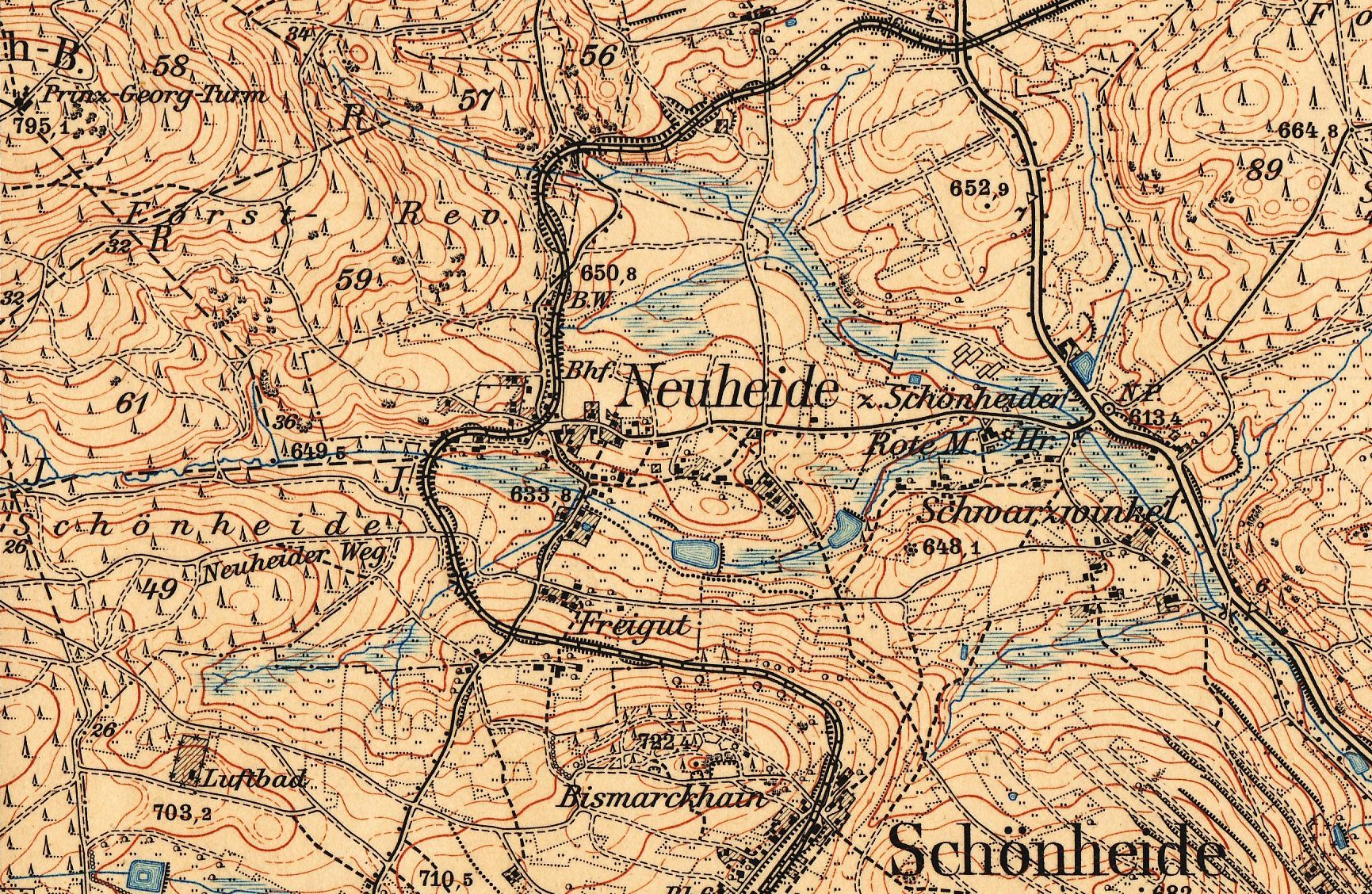
Neuheide auf einer Karte von etwa 1900

Die Lage der Siedlung ist geprägt von dem Osthang des Kuhbergs (795 m ü. NN) und dem terrassenartigen Nordhang des Fuchssteins (721,9 m ü. NN), der von 1915 bis 1945 Bismarckhain hieß. Von etwa 680 Meter am Kuhberghang im westlichsten Teil fällt das Gelände in östlicher Richtung bis zu einer Höhe von etwa 613 Metern. Das Gebiet von Neuheide gehört zum Eibenstocker Granitmassiv. Der am Kuhberghang entspringende Filzbach – früher auch Kuhbach genannt – fließt durch Neuheide in West-Ost-Richtung und bildet ein sanftes Tal. Das Gebiet der früheren Gemeinde umfasst etwa 81 Hektar. Nach dem Zweiten Weltkrieg gab es elf landwirtschaftliche Betriebe mit Flächen zwischen zwei und zehn Hektar. Der Filzbach wurde in zwei Teichen gestaut, damit die ehemalige – früher gemeindlich zu Schönheiderhammer gehörende – Rote Mühle auch in Trockenzeiten betrieben werden konnte.
Das Gebiet liegt nach der Naturraumkarte von Sachsen in der Mesogeochore „Schönheider Hochflächen“ und gehört zur Mikrogeochore „Schönheider Kuppengebiet“. Westlich schließt sich der „Kuhberg-Rücken“ an.
Nördlich von Neuheide liegt der Ortsteil Neulehn der Gemeinde Stützengrün.

## Geschichte

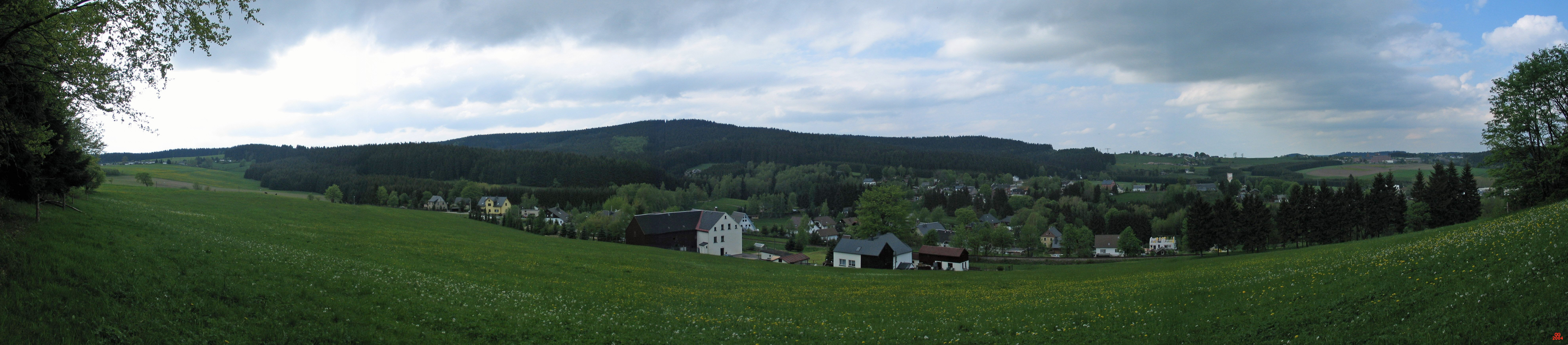
Neuheide vom Fuchsstein aus

Neuheide war nach dem Siedlungsbeginn von Schönheide, der auf 1537 datiert wird, ein unselbständiger und nicht mit Namen bezeichneter Teil dieses Ortes. In der Gründungsurkunde von Schönheide, dem sog. Befreiungsbrief des Gebietsherrn Balthasar Friedrich Edler von der Planitz vom 20. März 1549 werden Ortsteile nicht genannt, auch nicht in der Urkunde vom 23. Dezember 1563 über den Verkauf Schönheides an Kurfürst August. Die Gründungsurkunde von 1549 legte als nördliche Grenze des den Schönheider Siedlern zugewiesenen Bereichs den vom Kuhberghang durch Neuheide von West nach Ost fließenden Filzbach fest. Im Laufe der Zeit nutzten Siedler Flächen des Gebietsherrn nördlich des ihnen zustehenden Bereichs als Acker-, Wiesen- und Weideland und errichteten auch Gebäude. Für diese Nutzung zahlten sie einen Zins. 1651 ließ Johann Heinrich Günther, der in späteren Jahren als Oberförster in Schönheide seinem Vater im Amt folgte, im sehr viel später erst Neuheide genannten Gebiet einige Häuser bauen. Für das „amtssässige Freigut“ sprach ihm der Kurfürst 1678 die niedere Gerichtsbarkeit zu. Der weitere Ausbau mit neuen Häusern, die im Wesentlichen für landlose Arbeiter bestimmt waren, erfolgte ohne Genehmigung. Dies fiel erst durch eine Beschwerde der Braugenossenschaft und der Handwerkerinnung Schönheides im Jahr 1738 beim Kreisamt Schwarzenberg auf. Johann Heinrich Günther hatte von den Einwohnern seines Gebiets die üblichen Leistungen wie Frondienste, Mieter-, Klöppel- und Handwerksgelder erhoben, ohne dass er dem Kurfürsten Erbzinsen zahlte. Christian Gottlob Wabst erwähnt 1732 Neuheide als „Das Günthersche Forwerck“. Im Jahr 1741 wurde ein Bestand von 16 Häusern ermittelt und die rechtlichen Verhältnisse durch die Verwaltung des Kurfürsten neu geregelt: Das amtssässige Freigut war nur von Frondiensten befreit, nicht aber von sonstigen Abgaben. Die Bewohner bildeten ein Gemeinwesen, über das der Freigutbesitzer die niedere und das Kreisamt Schwarzenberg die obere Gerichtsbarkeit innehatten. 1727 wurde die Ortsbezeichnung Die Neuheyda verwendet. Die Bezeichnung „Günthersches Gut“ war lange gebräuchlich, um 1730 kam der Ortsname Neuheyda auf. Die Zahl der Häuser stieg, 1754 waren es 23. In seinem Kartenwerk vom Anfang des 18. Jahrhunderts verwendet Adam Friedrich Zürner die Bezeichnung Neueheyde. Karl Gottlob Dietmann berichtet 1755, Neuheyda oder das sog. Güntherische Guth, so aus 23 Häusern bestehet seien nach Schönheide eingepfarrt.
Im Alphabetischen Verzeichnis aller Orte in Sachsen von 1791 heißt es:
Neuheyde, Gebürgiger Creys, Amt Schwarzenberg, Amtssäßiges Gut mit einigen Häuslern, so circa Anno 1709 auf vererbte Räume angeleget worden, mit 6 Scheffel Feld, nebst Wiesewachs, hat 23 Häuser, wird das Günthersche Gut genannt.
Friedrich Gottlob Leonhardi berichtete im dritten Band seiner „Erdbeschreibung der churfürstlich-sächsischen Lande“, der 1804 in dritter Auflage erschien:
Neuheyde ein amtssässiges Freyguth mit 23 Häusern und 217 Einwohnern.
Ein weiteres Ansteigen begann erst wieder Anfang des 19. Jahrhunderts.

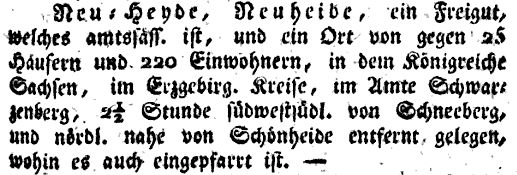
August Schumann beschreibt Neuheide im Jahr 1820

August Schumann schrieb im 1820 erschienenen 7. Band seines Staats-, Post- und Zeitungslexikons von Sachsen:
Neu-Heyde, Neuheide, ein Freigut, welches amtssässig ist, und ein Ort von gegen 25 Häusern und 220 Einwohnern, in dem Königreiche Sachsen, im Erzgebirgischen Kreise, im Amte Schwarzenberg, und nördlich nahe von Schönheide entfernt gelegen, wohin es auch eingepfarrt ist.

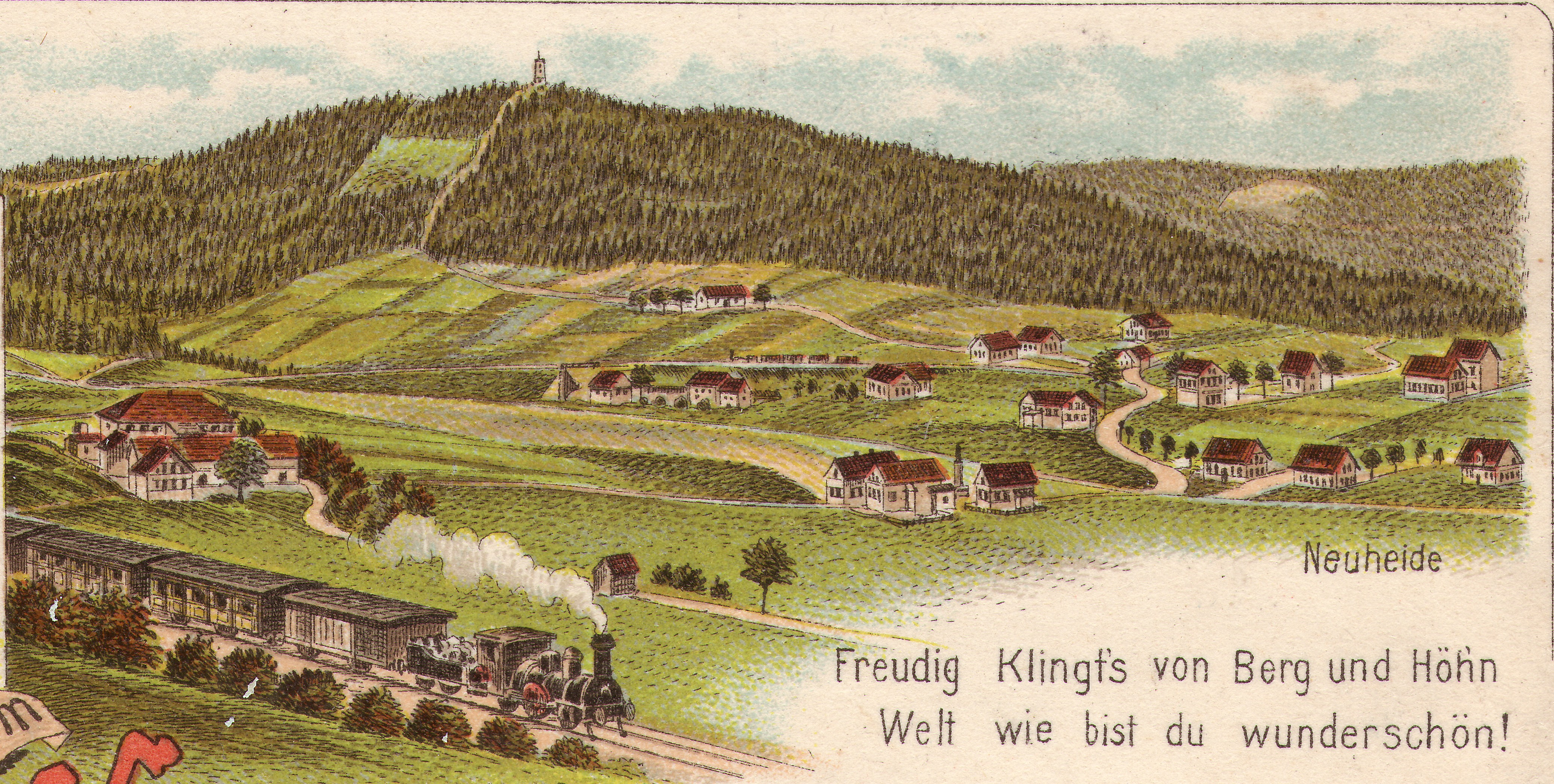
Neuheide in einer Ansichtskarte von 1898

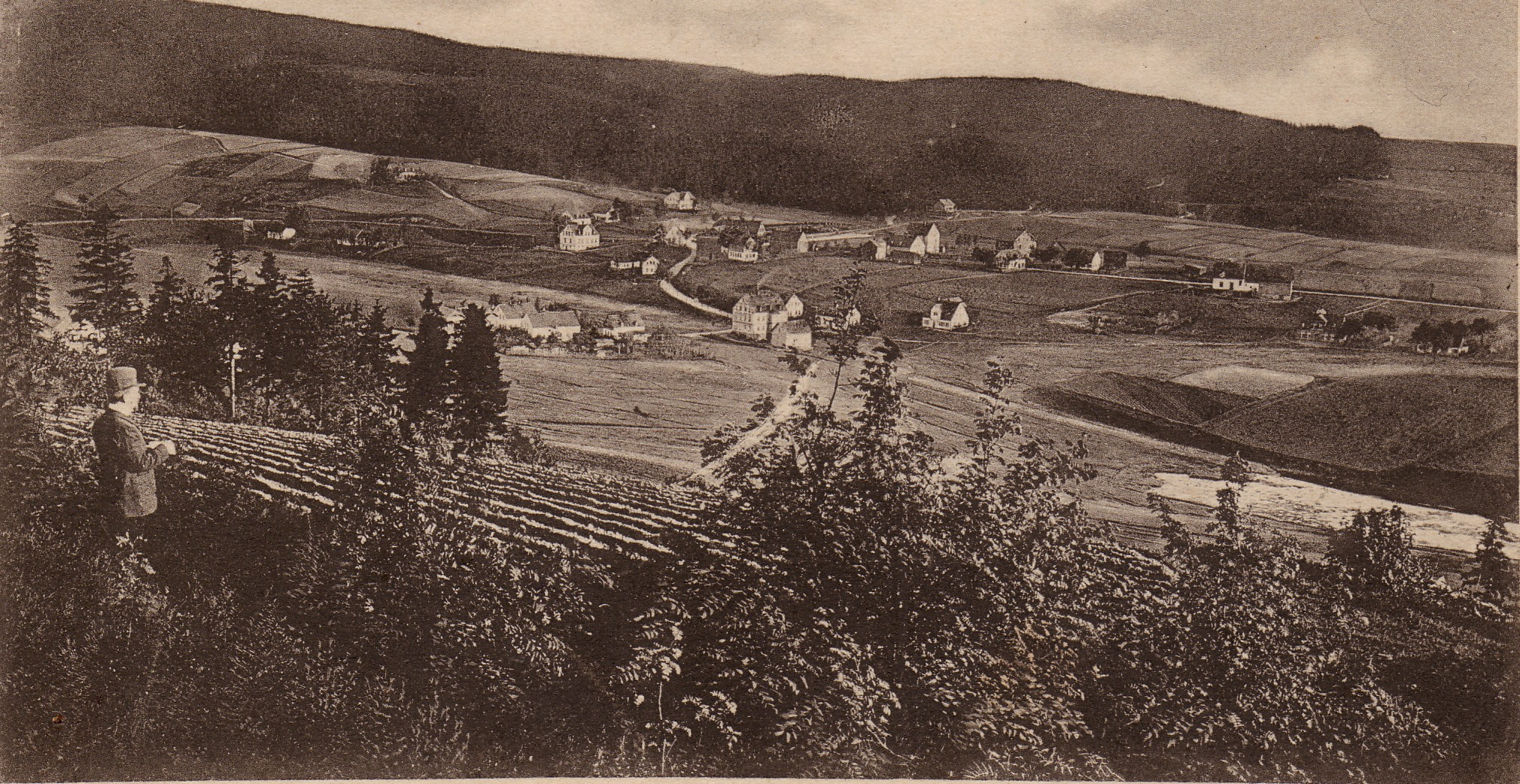
Blick auf Neuheide etwa 1910

Im fünften Supplementsband, dem 18. Band des Gesamtwerks, erschienen 1833 heißt es:
Neuheide, Neuhayde liegt 3 St. SWlich v. Schneebg., 4 ½ St. v. Schwarzenbg. u. 1 ½ St. v. Eybenstock westl., 2 St. östl. v. Auerbach, am Filzbache (der in W, also im nahen voigtländ. Kr. quillt, u. ostwärts über Markerswinkel, ein abgesondrt. Th. v. Schönheide, in den untern Theil v. Schönheide hinabfließt), unfern dem SOlichen Fusse des Kühbergs, in wald. u. zum Th. mooriger Gegend. 1801 gab man 217 Consum. an; jetzt sind an 300 E. hier, worunter ein Oberförster u. ein Schullehrer; vergl. Schönheide. Das Gut besaß 1822 ein Hr. Günther, 1820 ein Hr. Sippach.
Albert Schiffner beschreibt Neuheide in seinem 1839 erschienenen „Handbuch der Geographie, Statistik und Topographie des Königreichs Sachsen“:
Neuheide (mit Erbgerichten unterm dasigen Sippachischen Freigute, auf dessen Flur der Ort angesetzt ist; mit Obergerichten unterm Amte, gepfarrt nach Schönheide, doch mit eigner Schule; 1834 = 34 Häuser und 281 Einwohnern) begreift 1 Pechhütte, 1 Gasthof, 1 Mühle, war früher Sitz des Oberförsters, und liegt unweit Schönheida, auf dem Weg nach Kirch- und Schneeberg, 1 ¼ Stunde west-nord-westlich von Eibenstock, an dem vom Kuhberge herabrauschenden Filzbache.
In dem 1844 erschienenen Werk „Sachsens Kirchen-Galerie“ schreibt der Schönheider Pfarrer Gottlieb Friedrich Wagner:
Das Gut Neuheide, ½ St. von Schönheide entfernt, mit eigenen Gerichten, dermalen Herrn Karl Gottlieb Leuthold gehörig und mit einer Bevölkerung von 292 Individuen, besitzt auch eine eigene Schule mit einem besonderen Lehrer für ungefähr 50 Kinder. das dasige im Jahr 1790 erbaute Schulhaus ist auch mit Unterstützung des Hohen Cultministerii vor einigen Jahren erweitert und verbessert worden.
Etwa 1848 skizziert Albert Schiffner in seinem Werk „Führer im Muldenthale“ Neuheide so:
Das nach Schönheide eingepfarrte Oertchen Neuheide mit 40–50 Häusern verstreut sich am Wege nach Kirchberg und am Anfang des Filzbaches (der in Niederschönheide sich dem Dorfwasser zugesellt) und ist auf dem Boden des jetzt Leitholdischen Freigutes angesetzt, unterliegt jedoch in Criminalfällen dem Gerichte zu Eibenstock. Ausser der Schule hat es noch eine Mühle, eine Schenke, und eine der zahlreichen Pechhütten hiesiger Gegend. Entfernter im Nordwesten, und bedeckt mit königlichem Schwarzholz, erhebt sich aus weitem Umfange, auch schon bei Leipzig ins Auge fallend, der Kuhberg, nach Lohrmann 2440 Fuß hoch.
Mit der sächsischen Landgemeindeordnung von 1839 endeten die Gestaltungsmöglichkeiten des Freigutbesitzers. Es wurden ein Gemeindevorstand und Gemeinderatsmitglieder gewählt.
In der Äquidistantenkarte von 1876 wird der die Bezeichnung Neuhaide verwendet.

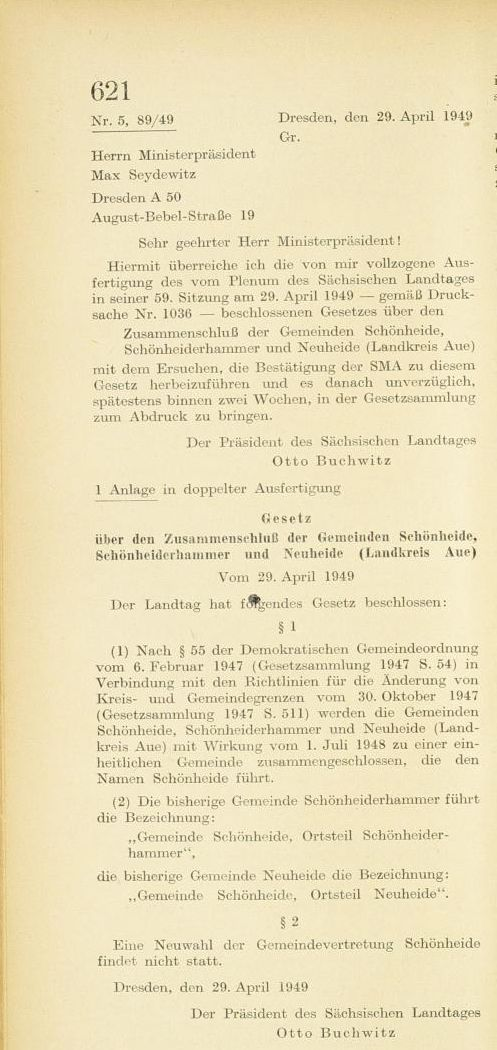
Gesetz über den 1948 erfolgten Zusammenschluss von Schönheide, Schönheiderhammer und Neuheide

Die wirtschaftliche und wirtschaftstechnologische Entwicklung folgte der von Schönheide. Im 18. und in der ersten Hälfte des 19. Jahrhunderts waren neben der Waldarbeit Klöppeln, Nähen und Schwarzblechverarbeitung, verbunden mit dem Direktvertrieb in Form des Hausierhandels, als Gewerbe verbreitet. Um 1900 „waren hier zwei Windmotoren in Betrieb“.
Das Adressbuch von 1930 weist als Gewerbe je einen Bäcker, Maler, Schneider, Schuhmacher, eine Sprechmaschinenhandlung, je zwei Gastwirtschaften, Materialwaren- und Schnittwarenhandlungen, fünf Bürstenfabriken und eine Bürstenhölzerfabrik aus. An Einrichtungen der Zivilgesellschaft sind nur der Arbeiterturnverein Neuheide und der Arbeiter-Rad- und Kraftradverein Neuheide verzeichnet.
Am 1. Juli 1948 wurde Neuheide nach Schönheide eingemeindet (Gesetz über den Zusammenschluss der Gemeinden Schönheide, Schönheiderhammer und Neuheide – Landkreis Aue – vom 29. April 1949). In diesem rückwirkend in Kraft getretenem Gesetz wurde als Ortsbezeichnung festgelegt „Gemeinde Schönheide – Ortsteil Neuheide“.
Schon weit über hundert Jahre vorher wurde Neuheide als zu Schönheide gehörend wahrgenommen.

## Entwicklung der Bevölkerungszahl

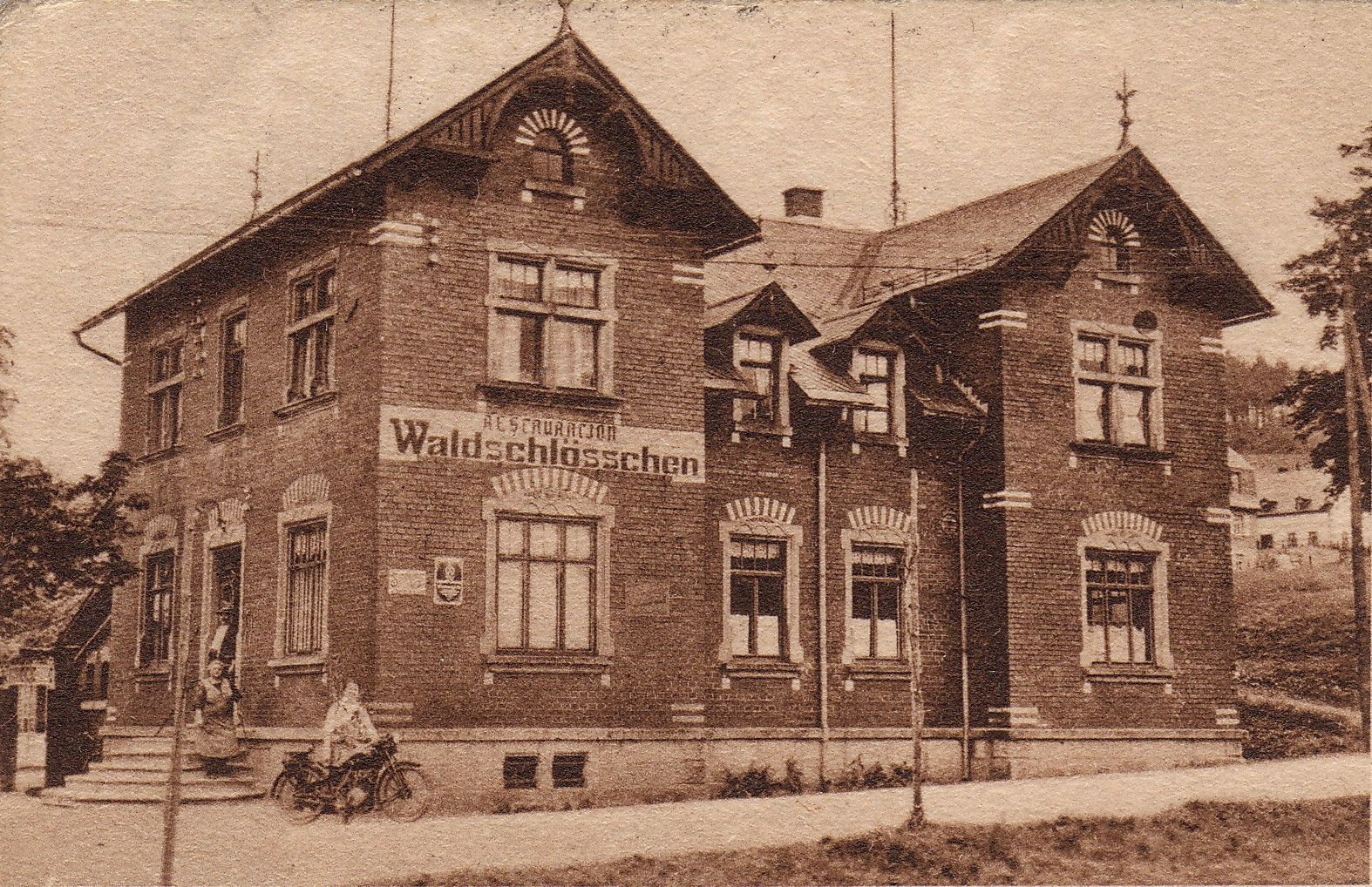
Gasthaus Waldschlößchen

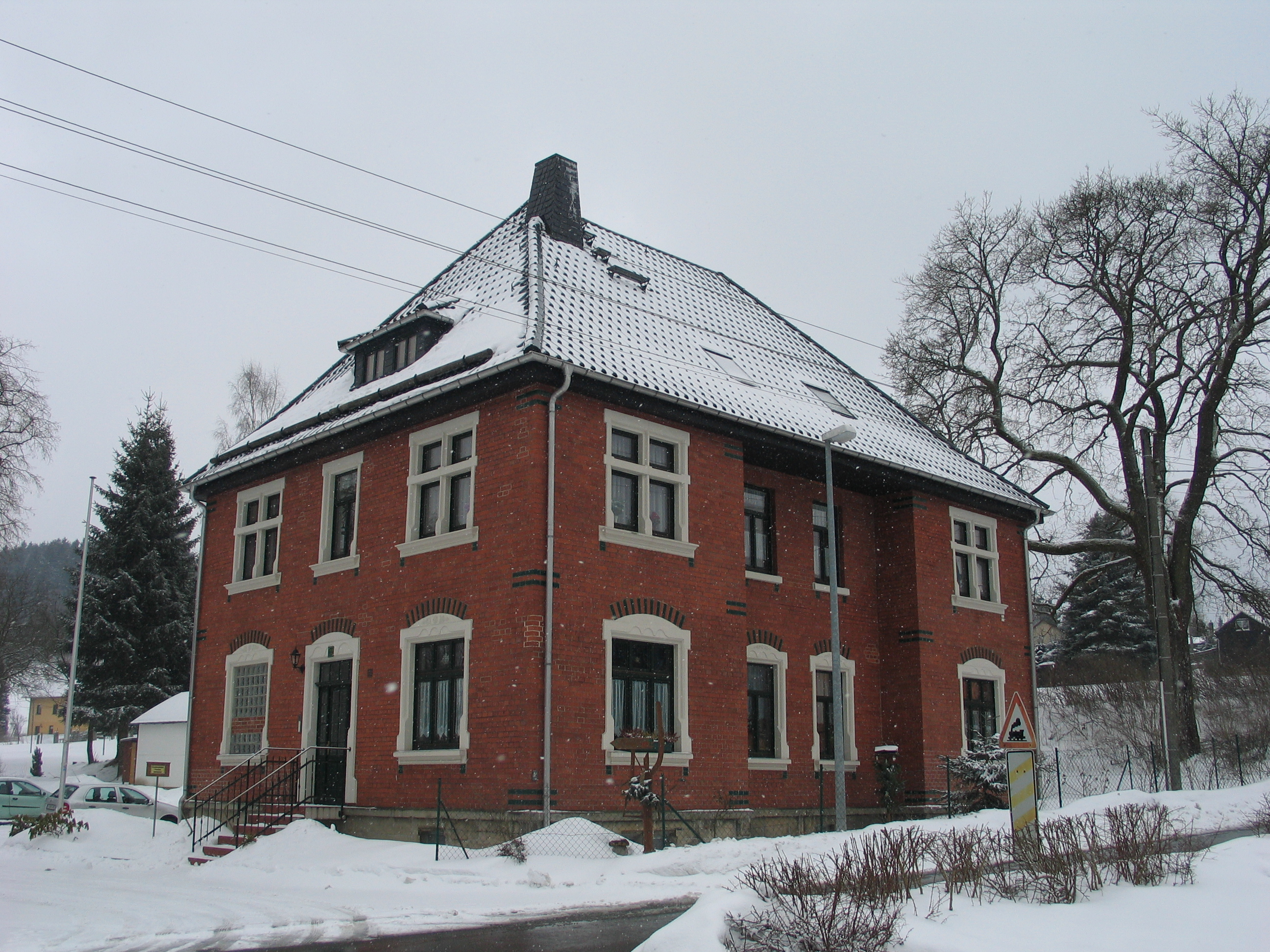
Früheres Gasthaus Waldschlößchen im 21. Jahrhundert

| - 1752: 23 Häusler - 1801: 217 - 1833: 300 - 1840: 292 - 1844: 292 - 1855: 295 | - 1861: 339 - 1871: 288 - 1875: 337 - 1880: 330 - 1890: 385 - 1895: 433 | - 1900: 375 - 1905: 504 - 1910: 544 - 1925: 518 - 1939: 484 - 1946: 432 |

## Öffentliche Einrichtungen

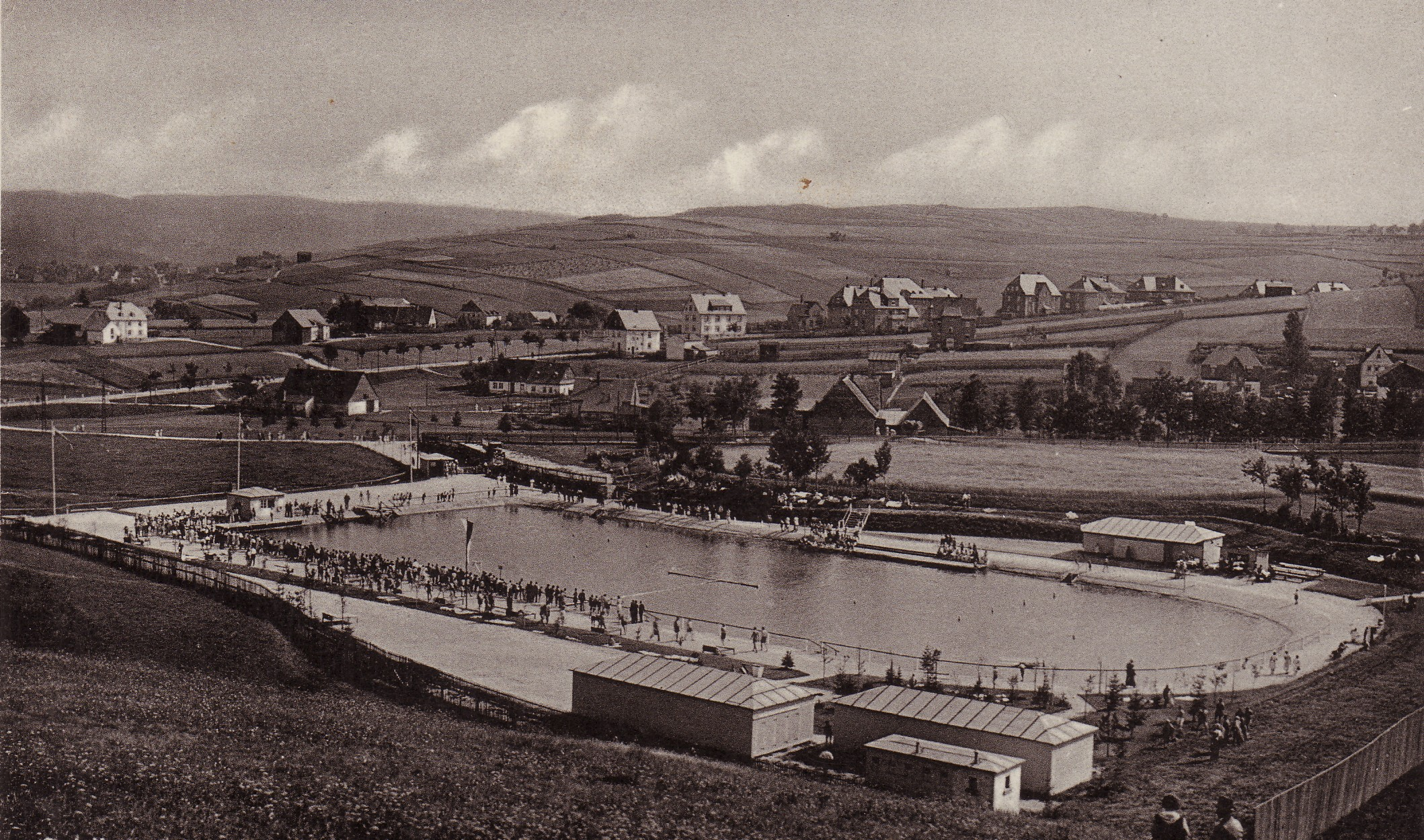
Schwimmbad in den 1930er Jahren

Bis 1780 oder 1790 gingen die Neuheider Kinder nach Schönheide zur Schule. Seit diesem Zeitpunkt gab es in Neuheide ein Schulgebäude mit um 1840 schon 50 Kindern. Schon 1859 wurde die Schule neu gebaut, und 1893 erfolgte der nächste Neubau. 1859 wurde die Schule als „Nebenschule“ von Schönheide bezeichnet. Das Patronat hatte der Besitzer des Neuheider Gutes.
Die Schule wurde als einklassige Schule mit 90 Kindern im Jahr 1900 bei nur einem Lehrer betrieben. Noch bis 1951 wurden in nur einem Raum Schülerinnen und Schüler der ersten bis zur vierten Klasse unterrichtet wurden. Diese Schule wurde noch betrieben, als Neuheide schon nach Schönheide eingemeindet war. Von 1951 an gingen die Neuheider Kinder nach Schönheides in die im Oberdorf gelegene obere Schule. Seitdem hat Neuheide keine Schule mehr. 1837 beteiligte sich Neuheide finanziell am neuen Friedhof in Schönheide. Statt ein eigenes neues Armenhaus an Stelle des unzureichenden alten zu errichten, gab Neuheide 1861 einen Zuschuss an Schönheide. Neuheide hatte nie eine eigene Kirche oder Kapelle, es war nach Schönheide eingepfarrt. Es gab den „Schönheider Kirchsteig“, der von Neuheide über den Berg Allee zur Kirche in Schönheide führte.
1936 wurde ein aus dem Wasser des Filzbachs gespeistes Freibad der Gemeinde Schönheide eröffnet. Es war so konzipiert, dass im Winter eine für Eishockeyspiele geeignete Natureisfläche entstand, deren Beleuchtung auch Spiele bei Dunkelheit zuließ. Im Jahr 1958 wurde der Eishockeybereich erneuert und dem Eisstadion der Name „Stadion der Einheit“ gegeben.
In den 1990er Jahren wurde das Schwimmbad abgerissen und an seiner Stelle das Kunsteisstadion Schönheide errichtet.

## Wirtschaft und Infrastruktur

### Wirtschaftsbetriebe
Heute sind in Neuheide als Wirtschaftsunternehmen eine mittelständische Modellbaufirma und Firmen des Baubereichs wie Fliesenleger, Fenster- und Türenbau sowie ein Abbruch-Unternehmen tätig. Die Firma Bernd Flach Präzisionstechnik verlegte 2012 ihren Standort nach Neuheide. Eine Firma, die mit Ersatzteilen, Werkzeugen und Pflegemitteln für in der DDR und in Tschechien hergestellte Zweiräder wie Motorräder, Mopeds und ähnlichem, aber auch PKW handelt, hat ihren Sitz in Neuheide. Seit der Schließung einer Bäckerei 2019 gibt es in Neuheide keine Einzelhandelsgeschäfte mehr.

### Verkehr

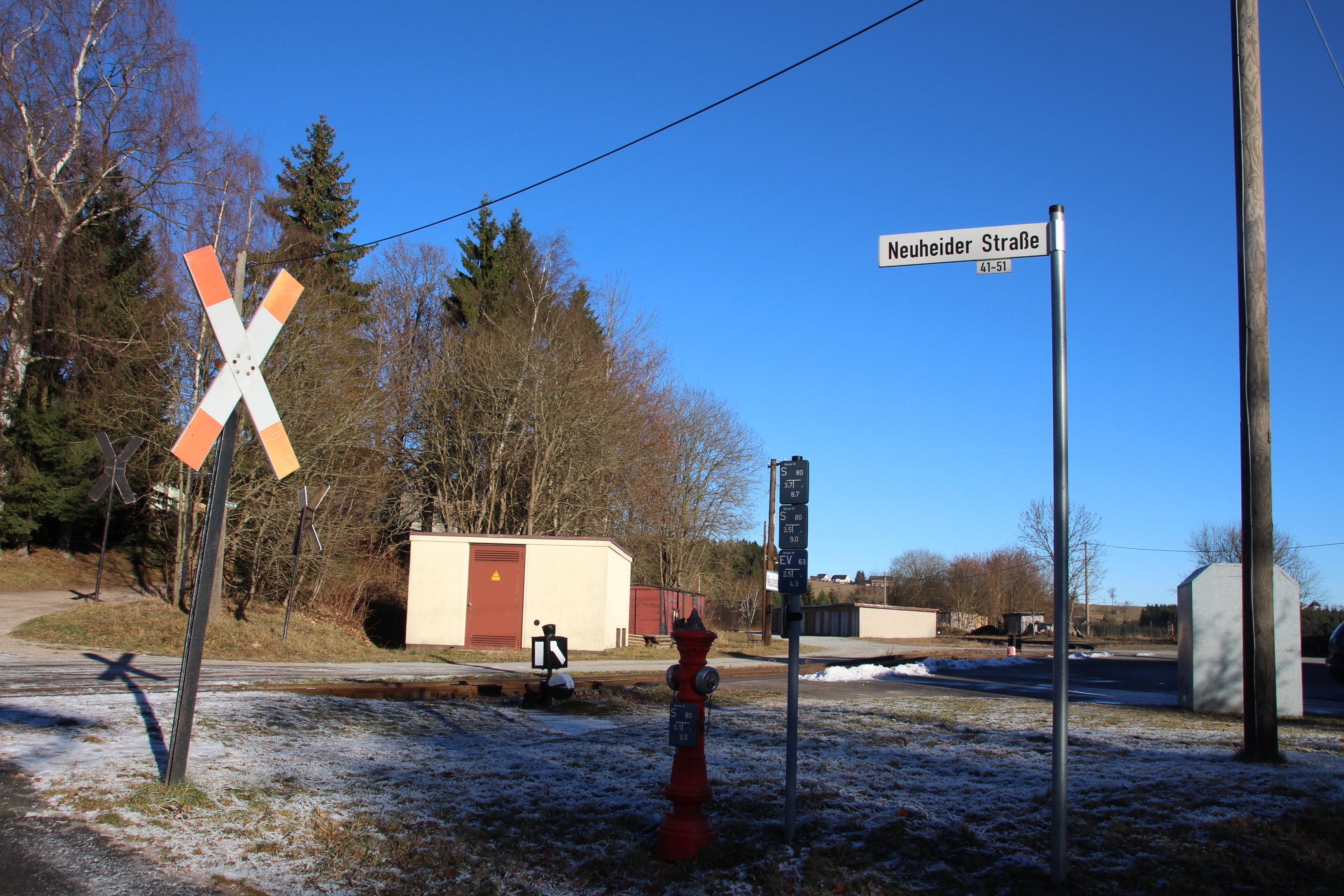
Bahnanlagen in Neuheide

Eine in Neuheide für LKWs endende Stichstraße, die in Schönheide von der Straße nach Stützengrün abzweigt, erschließt den Ortsteil. Zusätzlich gibt es von Oberschönheide aus eine Zufahrtsstraße, die für LKWs nicht zugelassen ist. Der Fernwanderweg Görlitz–Greiz führt in Ost-West-Richtung durch den Ort. Die ab 1893 betriebene Schmalspurbahn Wilkau-Haßlau–Carlsfeld führte, von Norden kommend, in einem großen Bogen um Neuheide, die Züge hielten bei Bedarf am Haltepunkt Neuheide, der von 1950 an Haltestelle Schönheide Nord hieß. In den 1970er Jahren wurde der Betrieb eingestellt. Seit 1994 betreibt die Museumsbahn Schönheide wieder das Teilstück zwischen Schönheide und dem Haltepunkt Stützengrün. An den Fahrtagen halten die Züge in Neuheide.